# Simone Origone
Simone Origone (Aosta, 8 november 1979) is een Italiaans speedskiër. Met een snelheid van 252,632 km/u is hij wereldrecordhouder.
Origone behaalde het record op 3 april 2015 in Les Arcs tijdens een Pro Mondial wedstrijd. Hij nam het record in 2006 af van de Fransman Philippe Goitschel die in 2002 op hetzelfde parcours 250,700 km/uur noteerde.
In het online-archief van de FIS dat teruggaat tot 2000, staan bij hem 12 overwinningen in wereldbekerwedstrijden genoteerd (tot en met 16 maart 2007). Daarnaast draait hij succesvol mee in het Pro Mondial-circuit.